# 황산대첩
황산대첩(荒山大捷)은 1380년(우왕 6년) 9월 이성계가 황산에서 고려에 침입한 왜구를 격파한 전투이다.

## 배경
1376년(우왕 2년) 홍산(鴻山) 전투에서 최영의 군사에 크게 패한 왜구는 한동안 잠잠하더니, 1378년(우왕 4년) 5월 대마도로부터 대거 침입하여 그 대부분이 지리산 방면으로 침입하였다. 이때부터 왜구 토벌에 본격적으로 나선 이성계는 지리산·해주(海州), 그밖에 가는 곳마다 적을 격퇴시켜 그 용명(勇名)이 날로 높아져 가고 있던 중, 1380년(우왕 6년) 9월에 황산에서 또한 크게 충돌하게 되었다.

## 경과
1380년 8월경 왜구가 진포(鎭浦 : 금강 하구)에 500여 척의 함선(艦船)을 이끌고 와서 전라도·충청도·경상도 일대에 왜구가 쳐들어와 약탈과 방화를 일삼았다. 이때 고려 정부에서는 원수 나세(羅世)·최무선을 시켜 화통(火筒)·화포(火砲)로써 왜선을 격파하여 전부 불태웠다. 그러자 배가 모두 불타 돌아갈 길이 없는 왜구들은 육지에서 활동하던 왜구들과 합류해 배극렴의 부대를 공격하여 승리를 거두었다. 남원에 주둔하며 개경까지 진격할 것이라고 위협하는 등 전라·경상 양도에 걸쳐 더욱더 심한 횡포를 부렸다.
고려 정부에서는 이를 토벌할 계획으로 이성계를 양광·전라·경상 삼도 도순찰사(三道都巡察使)로 하고 이 방면의 방수(防戍)의 중대한 책임을 맡게 하였다. 도체찰사 변안열과 함께 왜구들을 무찌르게 했다.
왜구는 경상도 일대를 노략질한 후 사근내역(沙斤乃驛) 등의 험지(險地)를 거쳐 황산으로 모였다. 이성계는 여러 장수를 거느리고 남원에서 배극렴(裵克廉) 등과 합류하였지만 적의 동태를 살피면서 공격을 지체한 이성계에게 식량공급을 하지 않겠다고 위협까지 해서 이성계는 어쩔수 없이 부서를 재정비한 다음 운봉을 넘어 황산 서북쪽에 이르러 적과 충돌하게 되었다. 그러나 왜구는 산에 진을 치고 싸우므로 이성계는 여러 번 어려움을 겪었고, 고전 끝에 승리하였다.
고려의 왜구토벌사에서 최대의 전과로 꼽히는 지리산의 황산대첩은 변안렬전에 수록되어 있다. 우왕은 황산전투에서 크게 전공을 세운 변안렬과 이성계에게 금 50량씩, 왕복명이하 여러 장수들에게는 은 50량씩을 주었으나, 모두 다 사퇴하면서 말하기를 "장수가 적을 격멸하는 것은 그 직책인데 우리가 어찌 그것을 받겠는가?"라고 하였다.
당시 진포싸움은 최무선이 만든 신무기인 화포를 처음 사용해 묶어놓은 적의 함선을 모두 불태워 대승을 거두어 격렬했던 왜구의 만행에 쐐기를 박는 계기가 되었다고 하는데 목숨을 구한 360여 명의 적들은 옥주(沃州, 지금의 충청북도 옥천군)로 달아나 먼저 상륙한 적들과 합류했었다. 하지만 선박이 소실당하고 퇴로를 잃게 되자 상주·영동·옥주 등지로 진출해 약탈을 자행하게 되었다.
상주 방면으로 진출한 왜구의 주력부대는 다시 경산(京山)을 침략하고, 사근내역(沙斤乃驛)에 집결, 반격하였지만 이때 왜구를 추격하던 아홉명의 원수 배극렴(裵克廉)·김용휘(金用輝)·지용기(池勇奇)·오언(吳彦)·정지(鄭地)·박수경(朴修敬)·배언(裵彦)·도흥(都興)·하을지(河乙址) 등이 출전, 원수 박수경과 배언을 포함, 5백여 명의 군사가 전사하였다. 9월 왜구는 남원 운봉현(雲峰縣)을 방화하고, 인월역(引月驛)에 주둔하면서 장차 북상하겠다고 호언하여 조정을 놀라게 하였다.
이에 조정에서는 지리산과 해주 방면에서 왜구 토벌에 용맹을 떨쳐 이름을 알린 이성계를 양광·전라·경상 삼도도순찰사(三道都巡察使)에 임명하고, 변안열(邊安烈)을 체찰사(體察使)에, 우인열(禹仁烈)·이원계(李元桂)·박임종(朴林宗)·도길부(都吉敷)·홍인계(洪仁桂)·임성미(林成味) 등을 원수로 삼아 이성계를 도와 왜구대토벌작전에 나서게 하였다.
양측은 운봉을 넘어 황산 서북의 정산봉(鼎山峰)에서 치열한 전투를 벌였는데, 적들이 험지에 자리잡고 버티자 죽음을 각오한 이성계가 산 위로 올라가 적을 맞아 싸웠다. 그러자 모든 군사가 총공격을 하여 일대격전을 벌여 아지발도(阿只拔都)를 두목으로 한 왜구를 크게 물리쳤다.
이때 전사한 왜구의 피로 강이 물들어 6, 7일간이나 물을 먹을 수 없었다고 하며, 포획한 말이 1,600여 필이고 병기도 헤아릴 수 없이 많았다고 한다. 처음에는 적군이 아군보다 10배나 많았으나 겨우 70여 명만이 살아남아 지리산으로 도망하였다.

## 평가
국내 학계에서는 황산대첩이 당시에 최영(崔瑩)의 홍산대첩(鴻山大捷)과 더불어 왜구 격파에서 가장 특기할 만한 것으로 이후 왜구의 발호가 쇠퇴하게 된 중요한 계기가 되었고 평가한다.
일본 학계의 일부는 황산대첩의 실상이 이성계의 무공을 드러내기 위해 조작, 과장되었다고 폄하한다.

## 황산대첩비

파괴되기 전 황산대첩비의 탁본(국립중앙박물관 소장)

1577년(선조 10년)에는 전라도 관찰사였던 박계현의 건의로 그 업적을 기리기 위해 지금의 남원시 운봉면 화수리에 황산대첩비를 세웠다. 이 기념비는 일제강점기 때 파괴되었다가 1977년 새로 복원되었다. 현재 일제강점기에 깨어진 비석 조각들은 파비각(破碑閣)에 보관되고 있다.

## 같이 보기
- 이성계
- 변안렬
- 아지발도

## 참고 자료
- 「倭寇と李成桂」(田中義成, 『歷史地理』, 1910년)
- 「여말선초(麗末鮮初)의 왜구(倭寇)와 그 대책(對策)」(신석호, 『국사상의 제문제』, 국사편찬위원회, 1959년)
- 『고려시대사(高麗時代史)』(김상기, 동국문화사, 1961년)
- 「고려말기(高麗末期)의 여·일관계(麗日關係)」(나종우, 『전북사학(全北史學)』, 1980년)
- 이 문서에는 다음커뮤니케이션(현 카카오)에서 GFDL 또는 CC-SA 라이선스로 배포한 글로벌 세계대백과사전의 〈〈사대부 세력의 성장〉〉 항목을 기초로 작성된 글이 포함되어 있습니다.